# جهان‌آباد (بختگان)
جهان‌آباد، روستایی در دهستان بختگان بخش مرکزی شهرستان بختگان در استان فارس ایران است.

## جمعیت
بر پایه سرشماری عمومی نفوس و مسکن در سال ۱۳۹۵، جمعیت این روستا برابر با ۱٬۳۹۵ نفر (۴۳۸ خانوار) بوده است.